# Ебботт та Костелло вирушають на Марс
«Ебботт та Костелло вирушають на Марс» (англ. Abbott and Costello Go to Mars) — американська фантастична комедія 1953 року. Продовження пригод Ебботта та Костелло. Попередній фільм — «Ебботт та Костелло зустрічають капітана Кідда» (Abbott and Costello Meet Captain Kidd), наступний — «Ебботт і Костелло зустрічають доктора Джекіла та містера Гайда» (Abbott and Costello Meet Dr. Jekyll and Mr. Hyde).

## Сюжет
Лестер та Орвілль — робітники в секретній лабораторії, де під керівництвом доктора Вілсона зконструйовано космічний корабель. Орвілль випадково запускає ракету, й після нетривалого польоту приятелі опиняються в Новому Орлеані, в розпал маскараду «Марді Ґрас». Під впливом вражень від жахливих створінь, які їх оточують, друзі роблять висновок, що вони на Марсі.
Поза тим в покинуту без нагляду ракету потрапляють два злочинці-втікача: Гаррі та Маґсі. Вони одягають знайдені там скафандри й у такому вигляді здійснюють пограбування сусіднього банку. Оскільки Лестер та Орвілль одягнені так само, в злочині підозрюють їх. Вони рятуються на своєму кораблі, але там на них очікують злочинці, які змушують приятелів взяти курс на Венеру. Приземлившися там, всі четверо вирушають на розвідку, й Орвілль незабаром потрапляє в полон місцевих охоронців, які приводять його до королеви Аллури. Виявляється, що на Венері живуть лише жінки, так як «чоловіки тут давно перебувають під забороною».
Але Орвіль подобається Аллурі й вона вирішує, що він може лишитися за умови, що буде зберігати вірність тільки їй. Орвілль погоджується. Злочинців кинуто за ґрати, але Маґсі вдається вмовити одну з охоронниць, аби вона пофліртувала з Орвіллем: таким чином він хоче викрити його невірність. Орвілль потрапляє в цю пастку й розгнівана королева виганяє всіх чоловіків зі своєї планети.

## В ролях
| - Бад Ебботт — Лестер - Лу Костелло — Орвілль - Марі Бланшард — королева Аллура - Роберт Пейдж — доктор Вілсон - Горас МакМегон — злочинець Маґсі - Марта Гайєр — Джені | - Джек Красчен — злочинець Гаррі - Джо Кірк — доктор Орвілла - Джин Віллес — капітан Олівія - Аніта Екберґ — венеріанська охоронниця - Ренат Гой — венеріанська служниця - Гаррі Ширер — хлопчик (в титрах не зазначено; вперше на екрані) |

## Цікаві факти
- Не зважаючи на назву, на Марс герої не потрапляють.
- Зйомки відбувались протягом 1-28 серпня 1952 року.
- Венеріанські автомобілі, створені для фільму, пізніше знімались в стрічці «Цей острів Земля» (This Island Earth) (1955 рік)[1].
- Актриса другого плану Аніта Екберґ є переможницею конкурсу «Міс Швеція» 1950 року, а Рената Гой — 4-та віцеміс першого конкурсу Міс Всесвіт — 1952[2].
- Ідею фільму підказав відомий письменник-фантаст Роберт Хайнлайн, який 1950 року написав сценарій «Ебботт та Костелло вирушають на Місяць»[3].
- Фільм двічі виходив на DVD: 3 серпня 2004 року на дискові «Найкраще з Ебботтом та Костелло. Випуск 3» та 28 жовтня 2008 року на дискові «Ебботт та Костелло: Повна колекція Universal Pictures».

## Прем'єрний показ в різних країнах[4]
| - США — 6 квітня 1953 року - Японія — 8 липня 1953 року - Австралія — 30 липня 1953 року - Швеція — 3 серпня 1953 року - Фінляндія — 11 вересня 1953 року | - Данія — 14 грудня 1953 року - Італія — 26 березня 1954 року - Франція — 19 листопада 1954 року - Португалія — 11 липня 1955 року |